# William A. Woods
William Aaron Woods, genannt Bill Woods, (* 17. Juni 1942) ist ein US-amerikanischer Informatiker (künstliche Intelligenz, natürliche Sprachverarbeitung).
Woods studierte an der Ohio Wesleyan University mit dem Bachelor-Abschluss 1964 und an der Harvard University mit dem Master-Abschluss in angewandter Mathematik 1965 und der Promotion in Informatik bei Susumo Kuno 1968 (Semantics for a Question Answering System). 1967 wurde er Assistant Professor an der Harvard University. 1970 ging er zu Bolt Beranek and Newman, wo er 1976 bis 1983 Principal Scientist war in der Abteilung Künstliche Intelligenz. 1983 bis 1988 war er Chief Scientist von Applied Expert Systems und ab 1988 für ON Technology (im Jahr zuvor von Mitch Kapor gegründet). Ab 1985 war er auch Professor für praktische Informatik in Harvard. Ab 1991 war er Principal Scientist und Distinguished Engineer bei Sun Microsystems. Ab 2007 war er bei ITA Software (einer 1996 gegründeten Software-Firma für die Luftverkehrs- und Reiseverkehrsindustrie), und als diese 2010 von Google übernommen wurde, war er dort ebenfalls.
Ab 1978 war er Fulbright Scholar an der University of Sussex und 1974/75 Lecturer am MIT.
Woods baute bei BBN eine der ersten Frage-Antwort-Systeme für natürliche Sprachen, genannt LUNAR, da es die Mondgesteinsproben von Apollo 11 zum Thema hatte. Er befasste sich neben Verarbeitung natürlicher Sprache mit Wissensrepräsentation (semantische Netzwerke, Beteiligung an der Entwicklung von KL-ONE seines Doktoranden Ronald Brachman bei BBN ab Ende der 1970er Jahre) mit dem Verständnis kontinuierlich gesprochener Sprache unter Aspekten der KI. Weiter befasste er sich mit wissensbasierter Suchtechnik.
1973/74 war er Präsident der Association for Computational Linguistics, deren Fellow er ist. Außerdem ist er Fellow der AAAI und der American Association for the Advancement of Science.

## Schriften (Auswahl)
- Transition network grammars for natural language analysis, Communications of the ACM, Band 13, 1970, Nr. 10, S. 591.
- mit R. M. Kaplan, B. L. Nash-Webber: The Lunar Sciences Natural Language Information System: Final Report, BBN Report No. 2378, Bolt Beranek and Newman Inc., Cambridge, Juni 1972
- mit A. Newell, Chairman u. a.: Speech-Understanding Systems: Final Report of a Study Group, North-Holland/American Elsevier, 1973.
- An Experimental parsing System for Transition Network Grammars, in: R. Rustin (Hrsg.), Natural Language Processing, New York: Algorithmics Press, 1973.
- Progress in Natural Language Understanding: An Application to Lunar Geology, AFIPS Conference Proceedings 42 (1973 National Computer Conference and Exposition).
- What's in a Link: Foundations for Semantic Networks, in: D. Bobrow, A. Collins (Hrsg.), Representation and Understanding: Studies in Cognitive Science, New York: Academic Press, 1975.
- Procedural Semantics as a Theory of Meaning, in: A. Joshi, B. L. Webber, I. Sag (Hrsg.), Elements of Discourse Understanding, Cambridge University Press, 1981.
- Optimal Search Strategies for Speech Understanding Contro, Artificial Intelligence, Band 18, 1982, S. 295–326
- What's Important About Knowledge Representation?, IEEE Computer, Band 16, 1983, Nr. 10
- Artificial Intelligence, in Lisa Taylor (Hrsg.), The Phenomenon of Change, New York: Rizzoli, 1984.
- Herausgeber mit Frank Fallside: Computer Speech Processing, Prentice-Hall International 1985.
- Understanding Subsumption and Taxonomy: A Framework for Progress, in: John Sowa (Hrsg.), Principles of Semantic Networks: Explorations in the Representation of Knowledge, Morgan Kaufmann, 1991, S. 45–94.
- Conceptual Indexing: A Better Way to Organize Knowledge, Technical Report SMLI TR-97-61, Sun Microsystems Laboratories, Mountain View, CA, April, 1997.
- Aggressive Morphology for Robust Lexical Coverage, Proceedings of ANLP-2000, Seattle, WA, May 1–3, 2000
- mit Lawrence A. Bookman, Ann Houston, Robert J. Kuhns, Paul Martin, Stephen Green: Linguistic Knowledge can Improve Information Retrieval, Proceedings of ANLP-2000 (Applied Natural Language Processing Conference), Seattle, WA, May 1–3, 2000
- Searching vs. Finding, ACM Queue, Band 2, Nr. 2, 2004
- Meaning and Links: a Semantic Odyssey, AI Magazine, Band 28, Nr. 4, 2007